# Josef Sattler (Wilderer)
Josef „Sepp“ Sattler (* 26. Mai 1830 in Niedernhart, Gde. Tiefenbach; † 1. April 1878 in Brauchsdorf bei Tiefenbach) war ein Wilderer, der zwei Gendarmen tötete.

## Leben und Wirken
Er war Sohn des wohlhabenden Bauern Josef Sattler, der auch eine Gemeindejagd besaß und erst nach der Geburt des Sohnes dessen Mutter Korona heiratete. Der Vater nahm den Sohn von früh an auf die Jagd mit, so dass dieser schon als junger Mann ein guter Schütze war. Er wurde Vater von drei unehelichen Kindern: Maria, geb. am 7. September 1850 in Schalding links der Donau, Josef, geb. am 15. Oktober 1851 in Thalham und Theresia, geb. am 20. Dezember 1855 in Schalding links der Donau. 1856 erstach er bei einer Rauferei seinen Kontrahenten Mathias Burnberger von Niederham und wurde deshalb am 7. Juli 1857 zu zwei Jahren Arbeitshaus verurteilt.
Wegen seiner Verwicklung in Raufereien sprach das Königliche Amtsgericht Vilshofen 1858 ein halbjähriges Wirtshausverbot aus. 1860 wurde er, nachdem er einen Gendarmen angeschossen hatte, als dieser ihn beim Wildern stellte, wegen Wilderei und Körperverletzung vom Bezirksgericht Passau zu einer achtjährigen Arbeitshausstrafe verurteilt.
Er verbüßte die Freiheitsstrafe in der Zwangsarbeitsanstalt in Rebdorf bei Eichstätt, wo er 1861 aus einem Absonderungslokal ausbrach, aber schnell wieder gefasst wurde. In seine Heimat zurückgekehrt, wurde Sattler 1871 wegen Jagdfrevels zu vier Monaten und 1874 wegen fortgesetzter unberechtigter gewerbsmäßiger Jagdausübung zu  vier Jahren Gefängnis verurteilt.
Seine Eltern hatten 1867 auch wegen des kriminellen Sohnes den Hof in Höbersdorf verkauft und siedelten nach Deichselberg über. Sattler hatte damit sein eigentliche Heimat verloren und er verlegte sich nun ganz aufs Wildern und führte ein unstetes Wanderleben im jetzigen Landkreis Passau. Im April 1877 wurde er wegen Diebstahls zu drei Jahren Zuchthaus verurteilt und im Urteil als ein wegen seiner Verwegenheit gefürchteter Wilddieb bezeichnet. Schon am 20. Mai 1877 gelang ihm die Flucht aus dem Passauer Gefängnis.
Er wurde nun von der Polizei gesucht, fand aber immer wieder im Volk Sympathisanten, die ihm Unterschlupf gewährten und ihn verköstigten. Am 14. Juni 1877 verwundete er bei einem Schusswechsel den Gendarmen Jakob Weber mit Schrot im Gesicht, am Hals, an der Brust, am Arm und am Oberschenkel und den Gendarmen Johann Kraus am Arm, an der Hand und am Knie, während er selbst nur leicht verletzt wurde.
Am 22. Oktober 1877 wurde der 32-jährige Gendarm Michael Meisinger in Haidreuth, einem kleinen Ort zwischen Ruderting und Tiefenbach von Sattler erstochen. Zuvor hatte er im Fuchshäusl bei der so genannten Füchsin Sattler gestellt, war aber dann von diesem durch Messerstiche ins Herz, in die Nieren und in den Kehlkopf getötet worden. Nun setzte eine Treibjagd auf den flüchtigen Mörder ein, doch zunächst wurden von den Beamten nur die leeren Unterstände gefunden. Der laut Steckbrief nur 164 Zentimeter große, aber mit einem stets geladenen Doppelgewehr bewaffnete Wilddieb kam noch einmal über den Winter.
Am 1. April 1878 konnten nach einem Hinweis zwei Gendarmen den Gesuchten im Stadel des Bauern Rauscher in Brauchsdorf bei Kirchberg vorm Wald stellen. Sattler schoss sofort aus dem Stadel heraus und traf mit fünf „Rehposten“ (verbotener Flintenschrot) den Gendarmen Sebastian Schütz am Hals. Nach dem Eintreffen von Verstärkung aus Otterskirchen wurde Schütz mit einem Seil zum nahen Haus gezogen, wo er um zehn Uhr nachts starb. Gut zwei Dutzend Mann umstellten das Haus und lieferten sich ein Feuergefecht mit Sattler. Bei Tagesanbruch am 2. April 1878 wurde Sattler im Stadel mit einem Schuss im Hals tot aufgefunden. Er wurde an der Friedhofsmauer außerhalb des geweihten Friedhofs von Heining begraben.

## Nachwirkungen
Seit 1946 findet in der Pfarrkirche St. Michael in Otterskirchen zum Gedenken an den vom Wilderer Josef Sattler ermordeten Gendarmen Sebastian Schütz ein Gedenkgottesdienst statt. Hierbei gedenkt die Polizei aus Niederbayern und der Oberpfalz aller im Dienst ums Leben gekommenen Polizeibeamten.